# Bradysia kraussi
Bradysia kraussi är en tvåvingeart som beskrevs av Wallace A. Steffan 1969. Bradysia kraussi ingår i släktet Bradysia och familjen sorgmyggor.
Artens utbredningsområde är Guam. Inga underarter finns listade i Catalogue of Life.